# 板前
板前（いたまえ）とは、日本料理店（料亭・割烹・寿司店・小料理屋など）で調理作業に従事する料理職人のこと。上方では板元（いたもと）とも言われる。日本料理職人は板前、西洋料理職人はコック、フランス料理職人はシェフと呼ばれるのが通例であり、いずれも法律上は調理師とされている。

## 職位と職分
板前の世界には、板場（板前の職場）運営の組織構造と、修行の段階に沿った上下のヒエラルキーが存在する。職位職分の名称と意味は、地域ごと店舗ごとに様々な違いがある。ここでは広く用いられている職称と職責を挙げる。
親方（おやかた）/ 親父（おやじ）
板場の総責任者。店によって板長（いたちょう）または花板（はないた）と呼ばれる。板前と見習いたちを監督する。献立全般を定めて調理作業を指揮する。カウンターに立つ際は来客応対の中心になる。
親方が経営に専念している場合は、次の地位の者が、板長か花板もしくは立板（たていた）と呼ばれて板場の責任者になり、カウンターに立つ。カウンター（晒し場）のトップは、真（しん）とも呼ばれる。
二番（にばん）
板場の副責任者。次板（つぎいた）または脇板（わきいた）と呼ぶ店もある。真（しん）と共にカウンターに立つ。
煮方（にかた）
煮物と鍋物を担当する。出汁取りとタレ作りも担当するので下の者たちが作った料理の仕上げをすることになる。献立全体の味付けを決める重要な役目である。板場がカウンター（晒し場）と厨房（仕込み場）に分かれている店では、仕込み場の責任者になる。立鍋（たてなべ）と呼ぶ店もある。店によっては脇鍋（わきなべ）という補佐役がいることもある。
椀方（わんかた）
献立の華となる椀物を担当する。大抵は煮方に次ぐ立場とされ、脇鍋と同義であることも多い。
焼方（やきかた）
焼き物を担当する。焼き魚など。焼き場（やきば）と呼ぶ店もある。
刺し場（さしば）
刺し身などを担当する。向板（むこういた）と呼ぶ店もある。
揚げ場（あげば）
揚げ物を担当する。天ぷらなど。
蒸し場（むしば）
蒸し料理を担当する。
八寸場（はっすんば）
八寸、先付けの盛り付けを担当する。その他料理の盛り付けもする。
洗い場（あらいば）
魚介類など食材の下ごしらえを担当する。洗い方（あらいかた）と呼ぶ店もある。
追い回し（おいまわし）
下積み修行中の見習い。下準備、下ごしらえ、掃除など様々な雑務を担当する。板前修業はここから始まる。